# Nobreza da terra

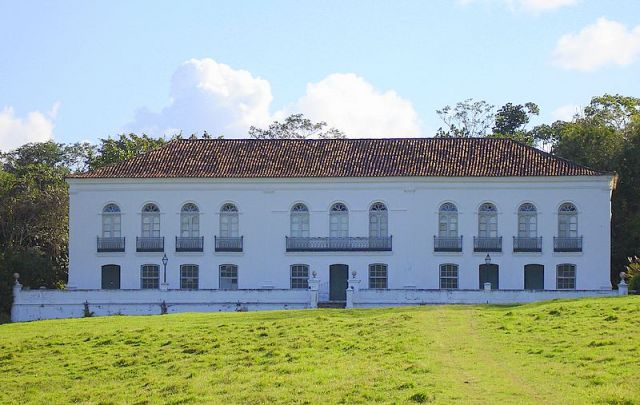
O Solar Souza Leão, casa-grande do Engenho Moreno, na área metropolitana do Recife. Os senhores de engenho eram membros destacados da nobreza da terra.

Nobreza da terra foi uma classe de nobreza informal e não titulada que se desenvolveu no Brasil durante o período colonial e sobreviveu até o tempo do Império.
A nobreza da terra evoluiu paralelamente à nobreza institucionalizada pela Coroa Portuguesa (e depois da Independência, pelo Império Brasileiro) e nunca foi formalizada juridicamente, embora gozasse de relevantes privilégios derivados de um reconhecimento social da condição de nobre, tais como acesso preferencial (em certos períodos quase exclusivo) às magistraturas, às altas patentes militares, à governança, à posse da terra e às mercês honoríficas. Foi a classe de nobreza predominante no período colonial e o núcleo da elite colonial brasileira.

## Formação e consolidação
Sua distinção não era fruto do acaso, sendo uma evolução de princípios portugueses de distinção e qualificação social coloridos e modificados pelo contexto local. Já em Portugal o conceito de nobre era muito mais amplo e difuso do que o de fidalgo ou de nobre titulado, admitindo uma multiplicidade de integrantes de variadas extrações e funções. Neste sentido a nobreza da terra brasileira foi uma continuidade ou uma adaptação de conceitos e práticas antigos cultivados na Metrópole durante o Antigo Regime a respeito da existência de uma "nobreza civil" ou "nobreza política", formando, segundo Joaquim Romero Magalhães, "uma classe social dentro da ordem ou estado popular e que, pela sua conduta, modo de vida e exercício de governo, conseguiu ficar nas bordas da ordem da nobreza", uma classe distinta dos fidalgos e titulados, que lhes ficavam por cima, e distinta dos cidadãos, que ficavam abaixo.
Grande parte da nobreza da terra era constituída por famílias antigas e tradicionais, geralmente possuidoras de sesmarias ou grandes extensões de terra, engenhos de açúcar e significativa riqueza. Outras famílias haviam adquirido nobreza através da ocupação de magistraturas e postos militares, como a vereança nos municípios principais e o alto oficialato na Guarda Nacional. Em particular no caso dos oficiais, muitas vezes seus postos foram transmitidos hereditariamente, formando-se diversas linhagens de nobreza militar. A posse de muitos escravos também era fator de qualificação. De acordo com Bruna Milheiro Silva, "ter escravos era símbolo de poder e se encaixava nos preceitos de 'viver ao modo da nobreza'. Isso porque, em primeiro lugar, significava ter quem o servisse, não precisando estes portanto, fazer atividades mais árduas, além disso, quanto mais escravos um senhor possuísse, mais prestígio era atribuído a ele diante dos outros".
Até a Independência todos os nativos do Brasil eram súditos portugueses, mas estes eram discriminados em relação aos residentes que haviam nascido na Metrópole, que se consideravam superiores. Assim, a nobreza da terra formou-se como uma tentativa de equiparação — pelo menos social, se não jurídica — da dignidade e qualidade da elite nativa em relação à elite reinol, e foi um reflexo do processo de formação e estratificação da sociedade colonial. A formação da classe foi gradual, sendo articulada através de um processo consciente de auto-afirmação, amparado em um discurso político nativista, numa ética própria de "viver ao modo da nobreza" e em práticas de construção genealógica, sendo muito prestigiada uma descendência dos primeiros colonizadores e dos primeiros administradores coloniais. Casamentos de filhos da nobreza da terra com filhas de lideranças indígenas fortaleciam o prestígio das famílias e apoiavam a retórica nativista.
Embora a maioria das primeiras famílias da nobreza da terra não tivesse nenhuma ligação de sangue com a nobreza formal portuguesa, nos primeiros tempos muitas vezes tentou com sucesso se aproximar, através de casamentos, de seus estratos inferiores (até o século XIX a alta nobreza portuguesa não participou da formação da nobreza da terra), ou se não com nobres, pelo menos com boas famílias reinóis, mas no século XVIII a nobreza da terra já estava solidamente consolidada e segura de si, praticamente monopolizando os meios de produção, os principais cargos públicos e sistemas de influência da colônia, e exercendo importante impacto cultural, passando a considerar desnecessário afirmar-se por casamentos com nobres ou reinóis e optando preferencialmente pela endogamia. Nesta época, para os brasileiros, pertencer a esta classe emprestava mais prestígio social do que receber um foro oficial de fidalgo ou uma ordem honorífica. Estudando o caso da aristocracia pernambucana, disse Evaldo Mello:

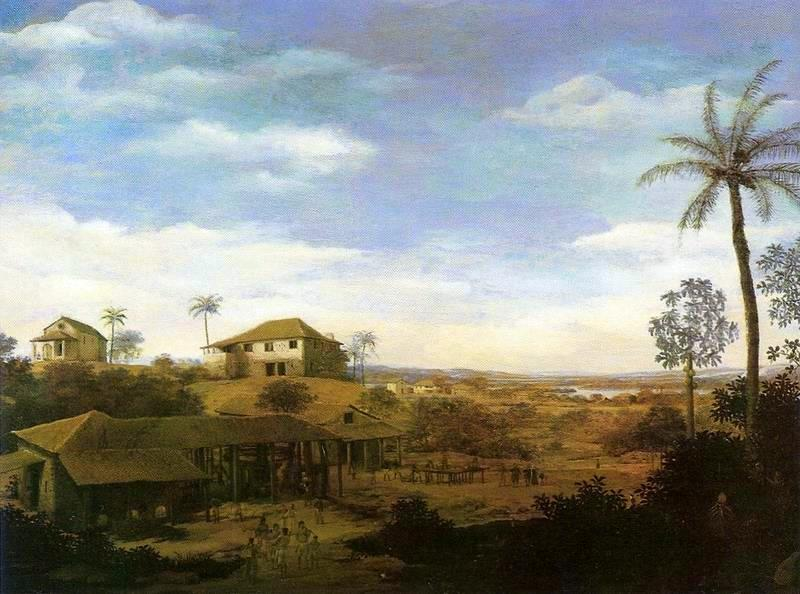
Engenho de açúcar pernambucano no século XVII em pintura de Frans Post. No alto da colina vê-se a capela e a casa-grande, e em primeiro plano a usina de açúcar.

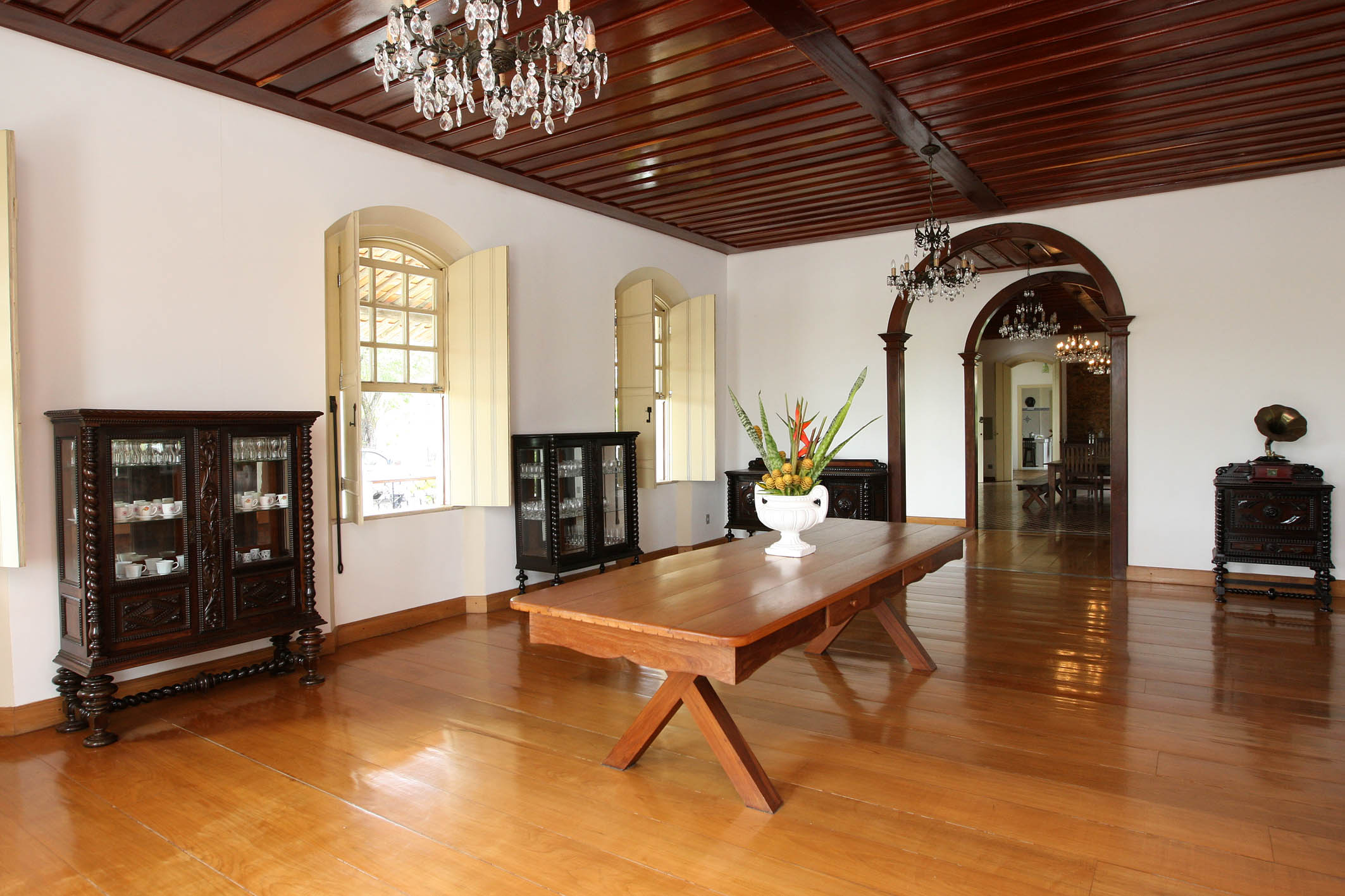
Interior da Fazenda Engenho d'Água, Bahia.

"O sentimento nativista tendeu previsivelmente a reforçar o critério de antiguidade em detrimento do da nobreza reinol, de modo que, ao longo do século XVIII, valorizar-se-á mais o fato de se descender de um colono Duartino, de um herói das guerras holandesas, de um vereador de Olinda ou de um provedor da Santa Casa de Misericórdia, do que de um morgado minhoto ou de um fidalgo da Casa Real, desde que, por trás deles, opere, ao menos inicialmente, a fortuna familiar, a posse de 'grossos cabedais', mesmo quando encarnados na modéstia relativa que já era então, e provavelmente foi sempre, a da grande maioria dos senhores de engenho. [...] Numa sociedade monocultora, escravocrata e latifundiária como a da Mata do Nordeste, à propriedade açucareira é que correspondia, em última análise, a função de filtrar e de decantar, ao longo do tempo, as pretensões nobiliárquicas e as posições sociais. [...] Em cidades como Olinda, Salvador ou Rio de Janeiro as pessoas que se arrogavam o título de 'principais' ou de 'nobreza da terra', justificavam-no não enquanto uma categoria natural ou jurídica, de acordo com o Direito do Antigo Regime, mas por meio de um discurso baseado numa cultura política".
A Coroa Portuguesa apoiava a nobreza da terra e em diversos documentos reconheceu sua existência (embora nunca a regulamentasse), pois dependia dela em termos financeiros e políticos para manter seus projetos na colônia. Durante do ciclo do açúcar os senhores de engenho foram o principal pilar de sustentação econômica da colônia e sua atividade gerava grandes divisas para o Reino, além de promoverem o povoamento e defesa do território. Depois, no século XVIII, passou-se a reconhecer como nobres os membros das governanças locais, comerciantes de grosso trato e outros agentes que de uma forma ou outra eram importantes para a manutenção da estrutura colonial e controlavam extensas clientelas. De fato, a Coroa muitas vezes premiou membros destacados da nobreza da terra com títulos nobiliárquicos e ordens honoríficas, geralmente em reconhecimento de boa vassalagem e serviços prestados, reforçando juridicamente e exteriorizando uma qualidade de nobre já possuída informalmente pela tradição ou pelo merecimento.

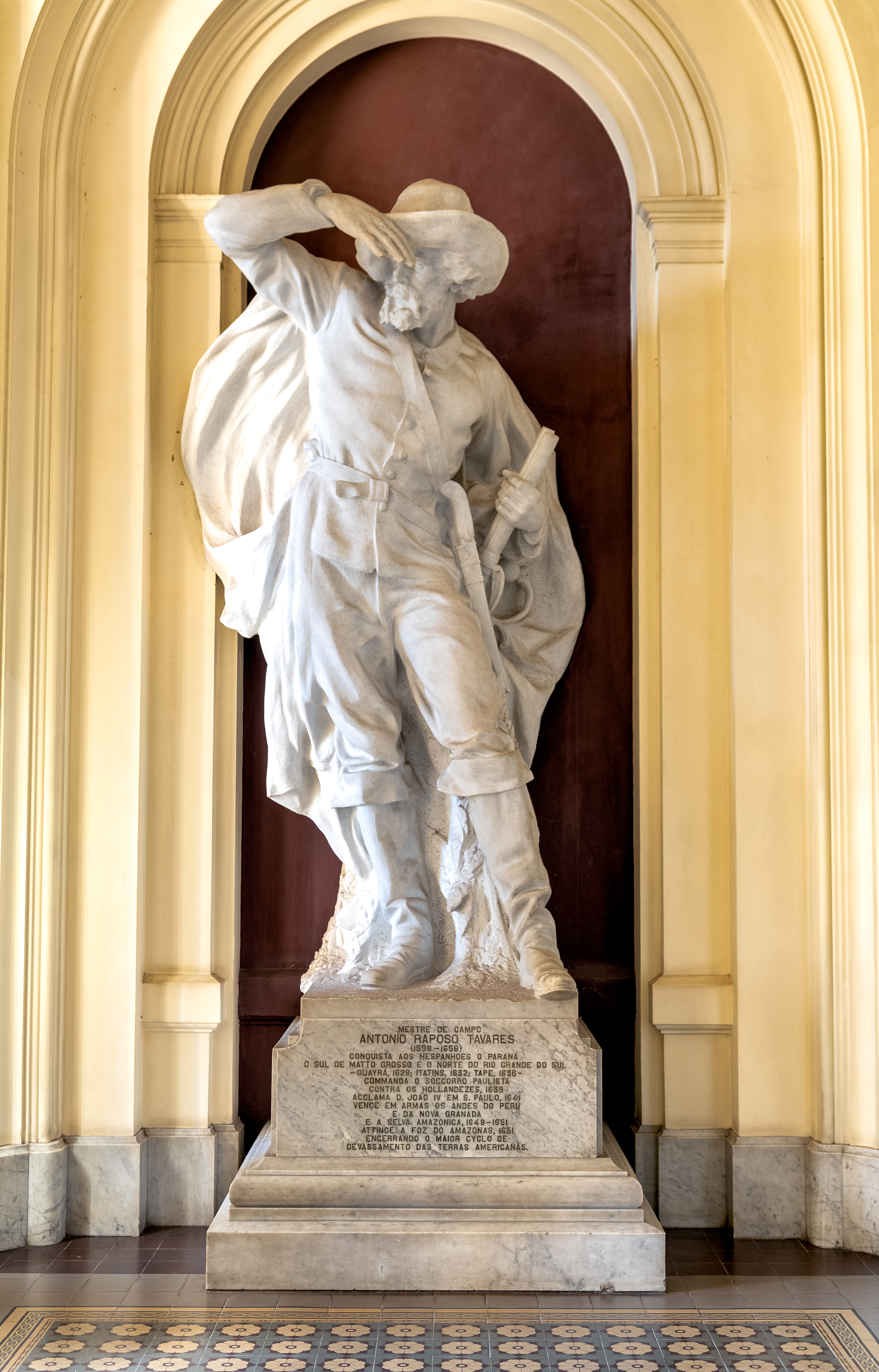
Estátua do bandeirante Raposo Tavares no Museu Paulista, exemplo da glorificação dos primeiros colonizadores de São Paulo

Outro exemplo clássico é a construção da nobreza das famílias paulistas que mais tarde se tornaram conhecidas como as quatrocentonas, em sua maciça maioria descendentes de plebeus aventureiros e sem fortuna, mas que no século XVII já haviam enriquecido e se empoderado, reivindicando uma qualidade de nobres. A ideologia legitimadora dessa reivindicação começou a ser articulada no século XVIII — em parte para responder às múltiplas críticas que os paulistas recebiam dos oficiais da Coroa, missionários e viajantes, acusando-os de serem bárbaros, rebeldes, viciosos e só se preocuparem consigo mesmos e seu proveito, ignorando as leis e suas obrigações como súditos — e estava baseada em vários argumentos. Um dos principais era a alegação de que os pioneiros paulistas descendiam da nobreza portuguesa, mas as provas usadas quase sempre foram falsas ou se baseavam em suposições fantasiosas, desacreditadas pelas pesquisas mais recentes. Outro argumento importante era a glorificação acrítica dos seus ancestrais bandeirantes, até hoje retratados como heróis desbravadores do sertão, sem cujo concurso a conquista do território brasileiro não poderia ter sido completada. Por fim, argumentava-se que o casamento de pioneiros portugueses com mulheres indígenas, fato verdadeiro e relativamente comum na história dessas famílias, justificava as reivindicações de merecimento social por terem sido os forjadores de uma pujante nova sociedade, da qual o bandeirante virava o símbolo, a despeito de os bandeirantes terem sido notórios inimigos dos indígenas, escravizando-os e dizimando-os aos milhares. Ao mesmo tempo, descender dos bandeirantes também serviu para distinguir a alegada melhor qualidade dos quatrocentões em relação às muitas outras famílias de imigrantes e comerciantes que chegaram mais tarde.

Brasão outorgado em 1754 em favor de Antônio de Magalhães Corrêa, de Cachoeira da Bahia, bacharel em Direito e juiz.

Como não havia uma regulamentação oficial para esta classe nem uma dependência estrita da linhagem, a questão da hereditariedade se tornava mais fluida. A "qualidade de nascimento" sempre foi um fator de grande peso, famílias antigas, ricas e tradicionais podiam manter o estatuto através das gerações, e quando seus membros requeriam concessão de brasão de armas, de costume era aceito como prova de nobreza a descendência de algum antepassado tornado ilustre por serviços prestados, geralmente de caráter militar ou administrativo. Mas a classe incorporou muitos homens novos, sem um passado familiar distinguido, que haviam se notabilizado como comandantes militares, comerciantes de grosso trato, beneméritos de Santas Casas, ou como membros respeitados de Ordens Terceiras. Segundo Ronald Raminelli,
"Não eram os títulos, mas a riqueza e o comando militar os elementos essenciais de distinção. O cabedal era mais importante do que a linhagem, e os hábitos e foros de fidalgo eram apenas o ápice do sucesso e não o seu promotor. Em síntese, os títulos raramente impulsionavam a trajetória de ascensão dos súditos. [...] No ultramar, valia mais ter terras e escravos do que títulos. Aliás, percebe-se aí a relevância de se diferenciar a nobreza provida pela monarquia, da nobreza da terra".
Mas não havendo um parâmetro jurídico oficial e centralizado para o reconhecimento como havia para a nobreza titulada e a fidalguia, que dependiam diretamente de concessão da Coroa portuguesa, a nobreza da terra colonial foi uma criação autóctone brasileira, promovida pela própria classe interessada, e que dependeu do reconhecimento da população para existir como uma estrutura social, política e simbólica efetiva. Por isso os requisitos de inclusão nesta classe variaram muito nas diferentes regiões do Brasil, cada qual com seus costumes e tradições próprios. Foram registrados diversos casos de indivíduos que recebiam tratamento de nobre mas não eram nem muito ricos nem detinham postos públicos ou honras oficiais, mas apenas dispunham de cavalos, alguns escravos ou criados e a autorização de portar armas em público. Noutras ocasiões, famílias nobres empobrecidas absorviam por casamento novos-ricos, em geral procedentes do comércio, da mineração e da atividade bancária, um arranjo que beneficiava a ambos: aos nobres antigos o afluxo de capital possibilitava manter seu brilho, sua posição e seu modo de vida, e os recém-chegados elevavam seu status pela inserção em uma família antiga e distinguida, ao mesmo tempo passando a usufruir das vantagens de uma rede de relacionamentos influentes e clientes já constituída, abrindo-se novas possibilidades de obterem para si postos na vereança, patentes militares honorárias, ingresso em irmandades de prestígio e outros cargos nobilitantes que reforçavam sua posição social.
Em vista das condições para o reconhecimento, deriva que a nobreza da terra tenha sido uma classe heterogênea e instável. A riqueza familiar nem sempre sobrevivia por muitas gerações, e as patentes militares muitas vezes não eram herdáveis. Da mesma forma não tinham grande valia para a perpetuação geracional da condição de nobre as ordens honoríficas recebidas por alguns membros, e nem as titulações concedidas durante o Império, pois não eram distinções hereditárias.

## Período imperial

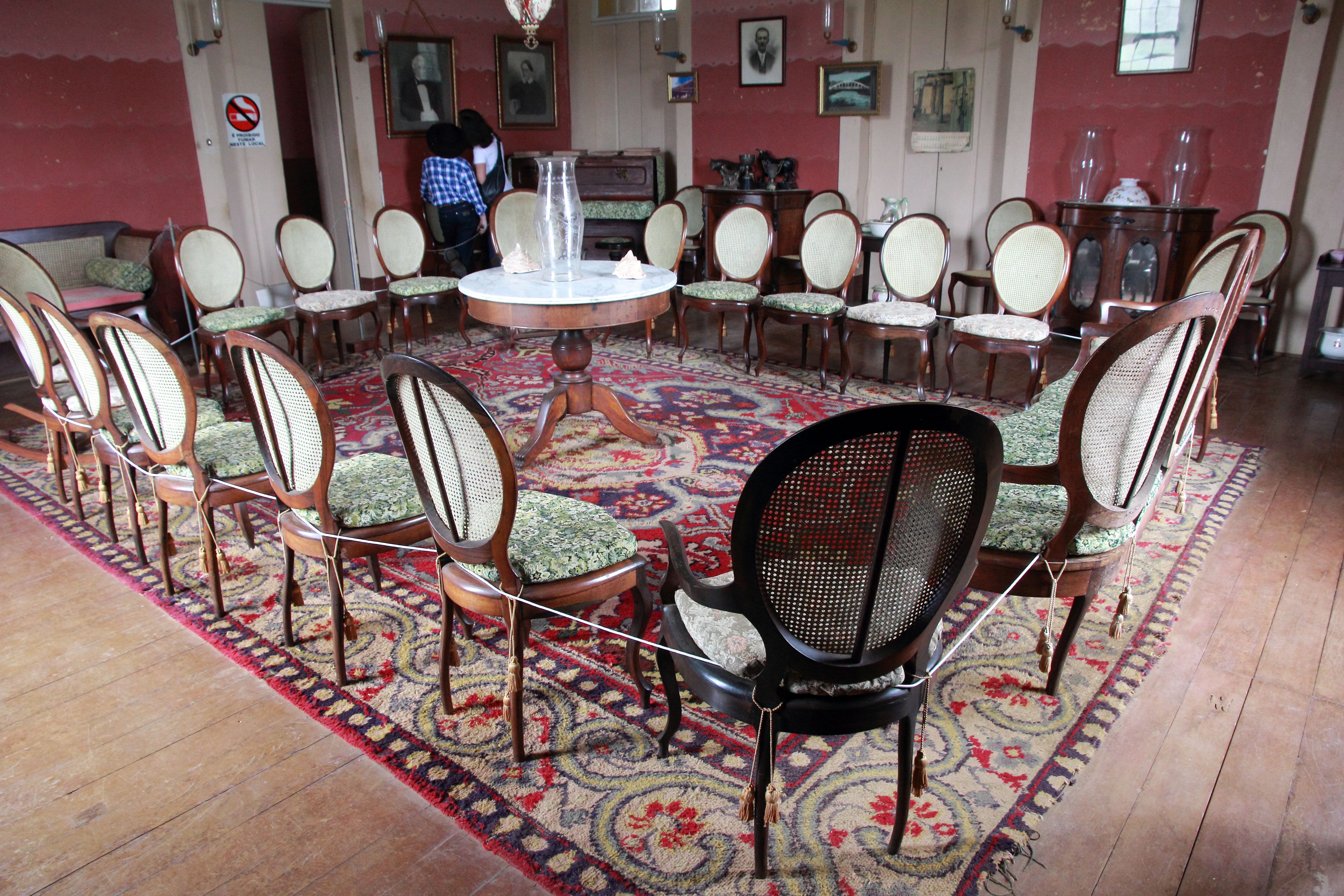
Salão da casa-grande da Fazenda Santa Clara em Santa Rita de Jacutinga, ilustrativo do modo de vida da aristocracia rural no século XIX.

No século XIX, com a chegada da família real portuguesa, iniciou uma transformação na elite nativa e a formação de uma cultura nobre cortesã antes inexistente, que se refletiu também na opulência da decoração dos casarões rurais, contrastando com a rusticidade e austeridade das habitações anteriores. Tornava-se importante, para a nobreza do século XIX, a ostentação da riqueza, a demonstração da posse de um gosto mais moderno e mais sofisticado e a adoção de um novo código de etiqueta e comportamento, conformando-se a um projeto de Nação progressista e civilizada e a uma cultura que cada vez mais se urbanizava e se tornava cosmopolita. Muitos senhores rurais também passaram a investir em suntuosas residências citadinas que atendiam a novos critérios de conforto e habitabilidade.
Dom João VI concedeu muitos títulos a membros da nobreza da terra, e com o advento do Império independente a aristocracia ruralizada começou a perder espaço político para os políticos e comerciantes urbanos, alterando a composição e os interesses principais da nobreza brasileira. Ao mesmo tempo, os imperadores passaram a formar uma nova nobreza titulada principalmente baseada no mérito pessoal e não na tradição familiar ou na linhagem. No entanto, foi incluída entre os novos contemplados com títulos uma quantidade de membros já considerados nobres, especialmente os fazendeiros, banqueiros e grandes comerciantes, cooptados porque vistos como agentes influentes no meio social e importantes para a sustentação política e ideológica da monarquia. Cerca de metade dos novos nobres titulados foi nomeado para o Senado do Império.

## Historiografia e legado

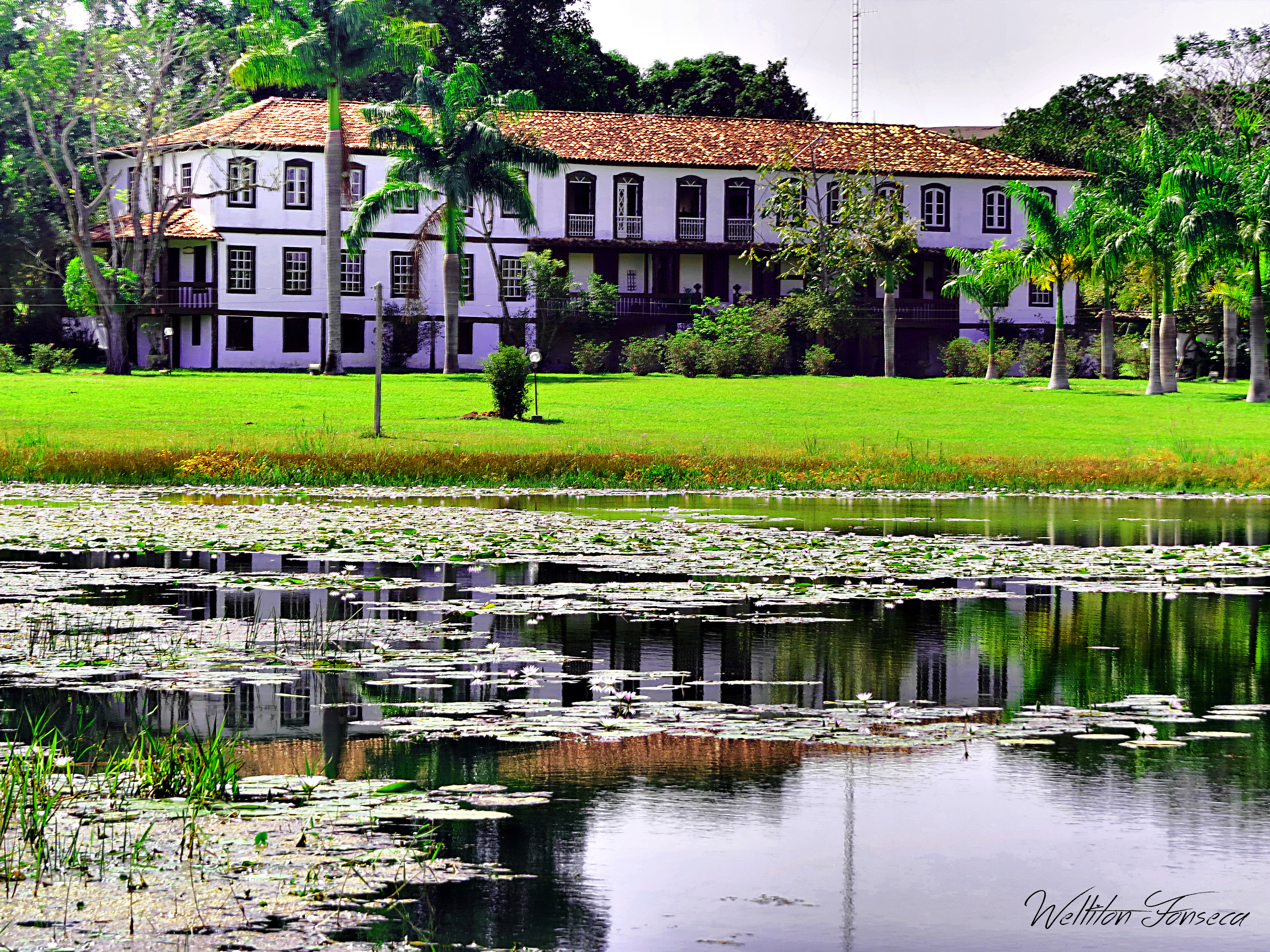
Fazenda Ponte Alta, Minas Gerais.

As famílias da nobreza da terra vêm sendo estudadas desde o fim do século XVIII, mas até meados do século XX os trabalhos geralmente se caracterizaram pela pouca exatidão histórica e por um caráter apologético quase incondicional, exaltando exageradamente suas virtudes e criando uma série de mitos, ao mesmo tempo em que inventavam genealogias fantásticas ligando a origem dessas famílias à alta nobreza portuguesa, o que trabalhos mais recentes mostraram carecer de fundamento.
De toda forma, a nobreza da terra, especialmente aquela descendente dos primeiros colonizadores e administradores coloniais, exerceu efetivamente um profundo impacto no folclore, nas tradições, na arquitetura rural e na imaginação cultural brasileira, foi um elemento-chave na construção e sustentação do Estado Brasileiro moderno, e sua influência persistiu mesmo depois de proclamada a República, sendo parte importante da base formativa e da autoidentificação das elites da República Velha. Nas palavras de Regina Abreu, "a aristocracia imprimiu não apenas o estilo de vida, mas, fundamentalmente, um estilo de direção administrativa e política que não se dissolveu com a proclamação da República, sendo incorporado com as mudanças implementadas a partir de então. Havia um ethos de grupo, origem aristocrática, educação refinada, acesso regular à Europa, introjeção das modernas ideias do Ocidente, notadamente civilização e progresso".
São exemplos típicos da continuidade republicana o prestígio atribuído a essas famílias nas comemorações do 4º Centenário das cidades de São Paulo e Rio de Janeiro no século XX, e um prestígio comparável permaneceu associado aos descendentes das famílias nobres das regiões Nordeste e Sul. Para Ricardo Costa de Oliveira, "a consciência de grupo etno-histórico e etno-nacional, a formação de uma comunidade política imaginada, que representa os fundamentos do nativismo e nacionalismo brasileiro, tudo isto necessariamente passa, nas origens, pela gênese e pela história da pequena nobreza histórica brasileira colonial". Segundo Luiz Fernando Saraiva, "os estudos sobre o Brasil colônia são unânimes em admitir a grande importância do grupo de proprietários de terra naquilo que se convencionou chamar a nobreza da terra".
O tema já gerou grande bibliografia, mas devido à heterogeneidade de sua composição e à ausência de uma base jurídica, a conceituação e limites da nobreza da terra são polêmicos.